# 探險者山脈
70°50′S 162°45′E / 70.833°S 162.750°E
探險者山脈（英語：Explorers Range）是南極洲的山脈，位於維多利亞地的彭內爾海岸，屬於鮑爾斯山脈的一部分，從北面的布魯斯山延伸至南面的卡里耶冰川和麥克林冰川。